# Nicolas Théobald
Nicolas Théobald, nacido en Montenach (Mosela) el 31 de agosto de 1903 y fallecido en Obernai (Bajo Rin) el 10 de mayo de 1981 (77 años), fue un geólogo, paleontólogo de Francia.
Es conocido por la nueva orientación de su tesis estatal sobre «Los insectos fósiles de los terrenos oligócenos de Francia» (1937). Descubrió varios géneros y más de 300 especies de insectos; sin embargo, al ser estos fósiles muchas veces muy cercanos a las especies actuales, no se planteó su valor estratigráfico, sino su significado biogeográfico, que permitía determinar las características climáticas y ambientales de sus ambientes de vida y describir los paisajes de «Francia» Oligócena.
También fue especialista en la historia geológica de toda la cuenca del Medio Rin y de la Mosela. Insistió en la evidencia de movimientos tectónicos cuaternarios principalmente en la fosa del Rin.
Con una Agrégation en Ciencias Naturales, muy temprano tuvo la vocación de enseñar y, como profesor de geología en la Universidad de Sarrebruck, luego en la Universidad de Besançon, formó a muchos investigadores, llamando la atención sobre la necesaria protección de los recursos de agua potable y entornos naturales frágiles.

## Biografía

### Juventud
Nicolas Théobald nació en Montenach, en un pueblo cercano a Alemania y Luxemburgo, como relata en sus memorias “A la hora de las campanas de mi pueblo: Escenas de un pueblo de Lorena de principios del siglo XX». Es hijo de Michel Théobald y Catherine Mallinger. Pasó toda su infancia “al son de las campanas”[2]. La confiscación de estas campanas en 1917 subraya el peso de la guerra; serán reemplazados en 1922[3]. Proviene de una familia numerosa de ocho hijos, siendo su padre alcalde del pueblo, ganadería y trabajando en el campo[4]. Su madre fue a vender productos agrícolas, como terrones de mantequilla y huevos, en el mercado de Sierck-les-Bains[5].

### Capacitación
En marzo de 1918, se preparó para el examen de ingreso a la escuela normal en la escuela preparatoria de Phalsbourg[5]. Dejó su pueblo a la edad de quince años para estudiar y obtener sus diplomas, y solo regresaba allí durante las vacaciones. Luego y a serán cincuenta años al servicio de la docencia y la investigación.
Después del regreso de Alsace-Lorraine a Francia, Nicolas Théobald fue admitido en la École Normale d'Instituteurs de Metz, primero en la promoción de 1920-1923[6]. Esta es una oportunidad para descubrir los testigos del pasado galorromano del Mosela en el Museo de Metz. En "Montenach, Monographie d'un village lorrain"[7], Nicolas cuenta cómo, siguiendo el consejo del conservador Roger Clément, busca en los campos de Montenach restos de grandes tejas que pudieran llevar el sello del fabricante. Su hermano menor, Albert, que le acompaña, encuentra uno con seis líneas de texto; traducidas por R. Clément, revelan un relato de las horas de trabajo de un obrero de la tejería. Este precioso vestigio, que data del siglo II, aún se conserva en el Museo de Metz[8],[9]. Nicolás continuó su cuarto año en la École Normale d'Instituteurs de Lyon[10] e ingresó con éxito en la École Normale Supérieure de Saint-Cloud (1924-1926); sus encuentros con Teilhard de Chardin lo determinaron en su vocación[5].

### Carrera profesional
Después de su servicio militar, fue nombrado profesor de la Escuela Normal de Obernai en 1927, estudiando al mismo tiempo en la Universidad de Estrasburgo y convirtiéndose en profesor asociado de ciencias naturales en 1930, cuando enseñó en el Lycée de Mulhouse, luego en el Liceo de Nancy[5]. Defendió su tesis en Nancy en 1937, y fue elegido miembro de la Academia Nacional de Metz el mismo año, luego fue nombrado inspector de la academia en Albi (1937), luego en Colmar 1938). Con el comienzo de la guerra en 1939, N. Théobald fue movilizado como teniente de artillería en Coëtquidan y luego como oficial geólogo en Mulhouse. Después de la debacle, se encuentra, de 1940 a 1944, inspector de la Academia en Châteauroux, donde sus vínculos con los maquis de Berry le permiten ocultar a algunas refractarios de Alsacia y Lorena.
Durante la Liberación gradual del territorio francés, Châteauroux fue liberada el 10 de septiembre de 1944 y el Gobierno Provisional de la República Francesa nombró a Nicolás Théobald Inspector de la Academia de Estrasburgo (15 de noviembre de 1944). Llegó allí antes de la liberación de la gran ciudad alsaciana (23 de noviembre de 1944). Fue el responsable de reabrir las escuelas en los pueblos cuando las tropas alemanas se retiraban, hasta la liberación definitiva de Lauterbourg el 19 de marzo de 1945[11].
Después de la guerra, fue nombrado Administrador Jefe de los Servicios de Educación Pública de Baden, en Freiburg en Breisgau (1945-1948)[5]. Perfectamente bilingüe, trabaja con un espíritu de reconciliación franco-alemana, siguiendo el movimiento iniciado por Robert Schuman. En 1948 participó en la fundación de la Universidad del Sarre, Universitas Saraviensis, donde fue nombrado profesor de Geología y elegido Decano de la Facultad de Ciencias (1949-1953)[5]. Luego, continuó su carrera en la Universidad de Besançon, como titular de la cátedra de Geología Histórica y Paleontología (1953-1974)[5].

## Obras y publicaciones
Nicolas Théobald ha publicado numerosos libros y artículos, particularmente relacionados con sus investigaciones en Geología[12],[13],[14], Paleontología[15] y Geología Histórica[16] y con sus funciones como profesor de geología en las universidades de Sarrebruck y Besançon[17].
Sus trabajos básicos para la preparación de concursos de selección para la enseñanza de las ciencias de la tierra se basan en una larga práctica de investigación en el campo y en el laboratorio, incluida su tesis estatal, Les Insectes Fosiles des Terrains Oligocènes de France, es el testimonio más conocido[18].
Es autor de numerosos mapas geológicos[19].
Se puede encontrar una lista cronológica completa de artículos y mapas geológicos en Wikispecies[20]. 

### Terrazas aluviales y neotectónica
Durante sus estudios, Nicolas Théobald había sido seducido por las ideas vanguardistas de Alfred Wegener (1880-1930), teórico de la deriva continental. Pero, en la primera mitad del siglo XX, la mayoría de los geólogos y geógrafos creen que los movimientos tectónicos responsables del establecimiento de continentes y montañas ya no son sensibles a la era Cuaternaria. Las modificaciones del relieve, cuando los continentes son estables, están entonces ligadas a las variaciones del nivel de los océanos, como explica la teoría eustática, fruto de los trabajos del geólogo americano WM Davis y cuyo principal representante en Francia fue, a principios del siglo XX, Henri Baulig, profesor de geografía en la Universidad de Estrasburgo (1877-1962).

#### Controversias en torno a la teoría eustatica
Estas controversias fueron mencionadas por los antiguos alumnos de N. Théobald: J. Blaison, M. Campy, D. Contini e Y. Rangheard, en un artículo de síntesis dedicado a su carrera[21].

Comparación de dos reconstrucciones de los niveles del mar durante los últimos 500 millones de años. La escala de cambio durante la última transición glacial/interglacial se indica mediante la barra vertical negra. Durante la mayor parte de la historia geológica, el nivel medio del mar a largo plazo fue significativamente más alto de lo que es hoy.
Los geólogos coinciden en que durante el Cuaternario el nivel de los océanos sufrió importantes fluctuaciones, ligadas a las variaciones de temperatura. Durante los periodos glaciares, al capitalizarse el agua en los glaciares de montaña y los mantos de hielo, descendía el nivel del mar, lo que favorecía la erosión en el curso inferior de los ríos, mientras que su curso superior se saturaba de escombros fluviales.-glaciares. Durante los períodos interglaciales, el aumento del nivel del mar favoreció al contrario la degradación aguas abajo. En el Cuaternario se han registrado al menos cuatro períodos glaciares y la alternancia de excavaciones y rellenos permitió la formación de terrazas escalonadas o anidadas a lo largo de los cursos de agua[22] (Figuras 1, 2 y 3).
La teoría eustatica se justifica en regiones estables desde finales de la era terciaria, como grandes cuencas sedimentarias, y Nicolas Théobald la aplicó en su primer trabajo sobre el valle del Mosela aguas abajo de Thionville; reconoce terrazas a 90, 60, 40 y 15 metros sobre el nivel bajo del agua del río y las relaciona con los cuatro grandes períodos glaciales del Cuaternario[23],[24],[25].
Pero sus estudios sobre las terrazas de aluvión antiguo en el Rin en Alsacia y en el Pays de Bade revelan una disposición aberrante: su altitud relativa disminuye de aguas arriba a aguas abajo, donde se ahogan en el aluvión reciente, y el lecho rocoso es cada vez más profundo. N. Théobald, recordando las consistentes observaciones de A. Gutzwiller (1894)[26] (1912)[27], Johannes Ernst Wilhelm Deecke (1917)[28], y A. Briquet (1928)[29], (1930)[30], concluye como estos geólogos que, durante la deposición del aluvión, la llanura de Haut-Rhin continuó hundiéndose (1933)[31]. Esta región cercana a Basilea, clasificada en la zona IX-X en una escala de XII, la escala MSK, todavía está afectada por terremotos; en 1356, la ciudad de Basilea fue destruida casi por completo por un histórico terremoto[32].
El joven geólogo pretende desarrollar este tema en una tesis, pero en la Universidad de Estrasburgo, donde obtuvo su licenciatura y su maestría universitaria en ciencias, el geógrafo Henri Baulig, partidario de la teoría eustatica, hizo trabajar a sus alumnos en los valles de la vertiente alsaciana de los Vosgos, les corresponde demostrar la estabilidad del macizo en el Cuaternario. El geógrafo no admite el hundimiento cuaternario del foso del Rin (1935)[33]. La presión de la escuela eustatica obligó a Nicolas Théobald a abandonar su trabajo y buscar otro tema de investigación, en la paleontología. Esperará más de 10 años la libertad para retomar el tema de la neotectónica en el foso del Rin.

#### Reconocimiento de las teorías neotectónicas
Retomando sus investigaciones al final de la guerra, Nicolas Théobald publicó datos precisos en 1948 en una memoria sobre el sur de la fosa del Rin, y afirmó[34] que “Es imposible explicar la acumulación de 200, a veces 300 e incluso 400 metros de aluvión en ciertas partes de la zanja, si no admitimos que el mismo fondo de la zanja fue rebajado durante el depósito (p.40-41)”.
Luego, en 1949, en su Contribución al estudio de la terraza del bajo Rin[35], entre Basilea y Karlsruhe, N. Théobald concluyó que “los movimientos tectónicos interferían con los fenómenos de relleno vinculados al eustatismo de los niveles de base”. Se reconcilian así las opiniones de los partidarios del eustatismo y las de los tectónicos.
Entre 1950 y 1977, N. Théobald sigue publicando numerosos artículos sobre el foso del Rin, Lorena, el sur de los Vosgos y el foso del Saône, donde subraya la importancia de los movimientos verticales en el Cuaternario. Está de acuerdo con los investigadores que proponen explicar el hundimiento del foso del Rin por compensación isostática del levantamiento de los antiguos macizos que lo rodean. A partir de ahora, los “neotectónicos” son numerosos, tanto en Francia como en Alemania. La noción de movimientos tectónicos cuaternarios, ligada a la “teoría de placas” es universalmente aceptada.

### Paleontología y ecología

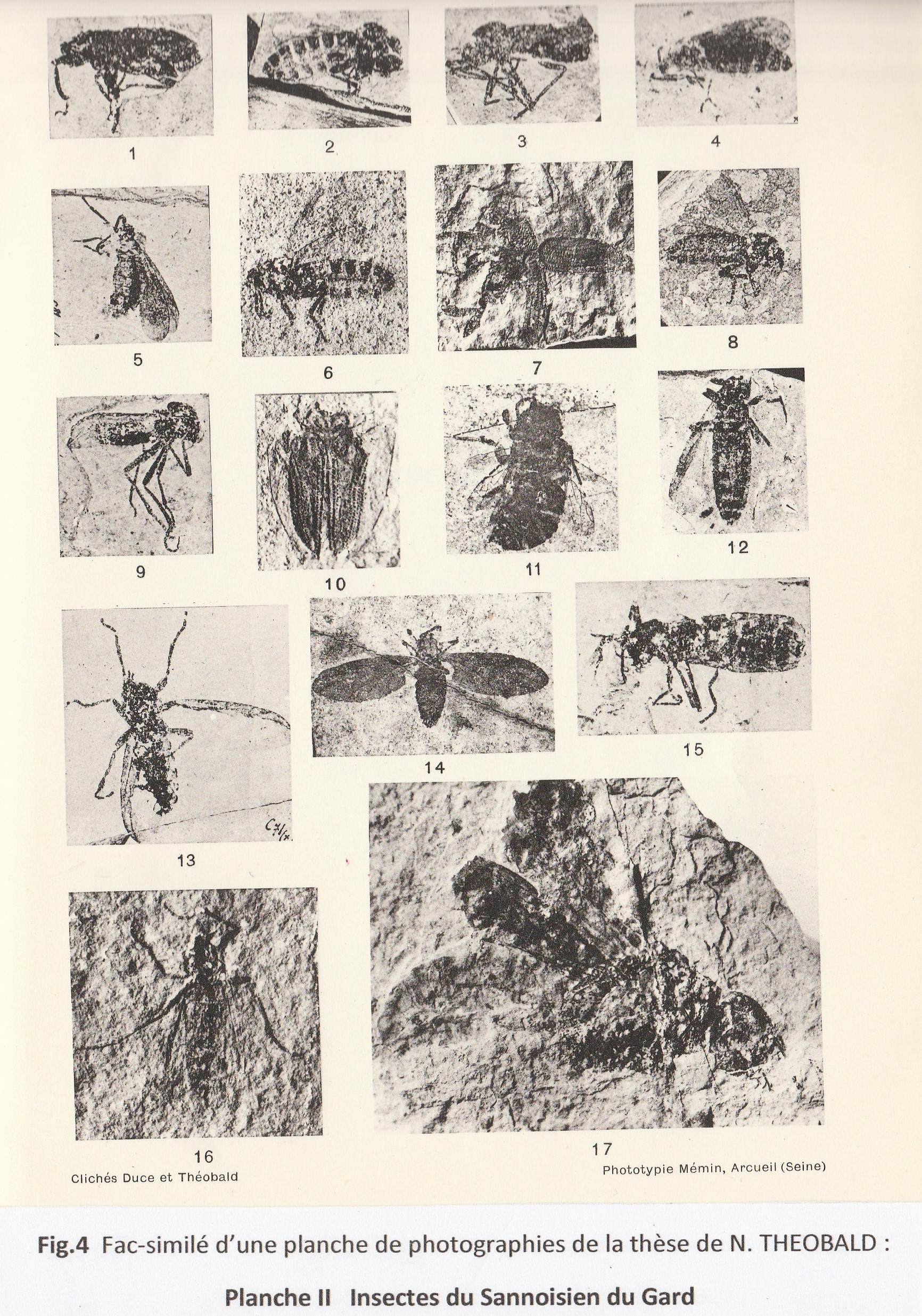
Fig.4: Tesis de Nicolas Théobald, pl. II, Insectos de Sannoisien du Gard
Cenozoico: Oligoceno

Cuando tuvo que abandonar su tema de tesis sobre neotectónica, N. Théobald ya había publicado varios artículos sobre la fauna de las eras secundaria o cuaternaria. En efecto, el geólogo que busca fechar los terrenos sedimentarios sobre los que trabaja, por ejemplo para establecer un "mapa geológico", se alegra de encontrar fósiles y debe identificarlos. Algunas especies nunca han sido descritas antes. ¡Debe darles un nombre!

#### Insectos fósiles de los terrenos del Oligoceno de Francia: tesis de 1937
Los estudios sobre insectos fósiles eran escasos cuando Nicolas Théobald realizó su tesis sobre insectos del Oligoceno; estos se encuentran sólo en depósitos continentales o lacustres, a menudo pasados por alto o marginalmente estudiados en ese momento. Estos fósiles son pequeños y frágiles, difíciles de conservar. Es excepcional encontrar muestras enteras, excepto si el insecto, que cayó en un lago o una laguna en proceso de ser rellenado, fue rápidamente enterrado bajo el limo, si se encontró envuelto en ceniza volcánica, o incluso atrapado por un molde. de resina, que dará ámbar. Beneficiándose del acceso a las colecciones de museos de historia natural, como Basilea, Marsella, Clermont-Ferrand, Bruselas, el paleotonólogo analizará aproximadamente 3.000 muestras, que serán fotografiadas, dibujadas, comparadas con insectos fósiles ya conocidos y con representantes actuales de la mismos géneros, y determinados (Figura 4) [nota 1].
Estos fósiles se dividen en 650 especies, incluidas 300 nuevas, que se reemplazan en su medio, analizando las condiciones de sedimentación y restos vegetales: los biotopos se reconstituyen, porque la fauna caracteriza bien los climas regionales. Así se presentará una síntesis viva de los ambientes naturales del período Oligoceno.
En el territorio de la actual Francia, en el Oligoceno, la superficie ocupada por lagos y lagunas es considerable. En el sur y sureste de nuestro país, habiendo llegado la orogenia pirenaica a su etapa paroxística y estando los Alpes y Provenza en pleno proceso de levantamiento, trincheras de derrumbes y sinclinales acogen la sedimentación de escombros arrancados de las tierras emergidas:
- Así, entre Cévennes y Languedoc Garrigues, una pequeña zanja al este de Alès (Gard) está ocupada por aguas salobres, donde se depositan calizas, calizas margosas y areniscas y son colonizadas por nenúfares y juncos, con cardúmenes herbosos y riberas boscosas de coníferas y pandanus donde prosperan bibionidae, dípteros de flores con larvas acuáticas o libellulidae. Más arriba crece Acacia celasensis LAURENT. El análisis de género sugiere un clima mediterráneo con marcadas afinidades subtropicales, comparable al clima actual de las Indias Orientales y el sur de China[36].
- Más al este, al norte del sitio actual de Aix-en-Provence, estamos más cerca de los mares perialpinos. Las margas calizas que separan lechos de yeso, explotadas durante siglos en el “Montée d'Avignon”, han proporcionado un número considerable de insectos fósiles (p. 291). Aquí, "lagunas sujetas a influencias marinas periódicas" están pobladas de insectos cazadores de peces "en calas de aguas tranquilas": hidrofílicos, dytiscidos, etc. N. Théobald cita muchas plantas acuáticas (Typha latissima HEER, nenúfares). En los bordes, los lirios florecen entre juncos y hierbas, habitados por libélulas y tricópteros, Bibio, Plecia y moscas grulla. En los bosques de coníferas, los hormigueros son numerosos. Por encima de estas cuencas, los Cadenas montañosas de Provenza, ya emergidos, están ocupados por especies de sabanas, como parece probar la presencia de termitas[37].
- En Alta Alsacia, el ambiente es diferente, porque el foso del Rin está ocupado por un mar que comunica con el Mar del Norte, lo que explica la escasez de especies de agua dulce (como las libélulas). Los depósitos cerca de Mulhouse (Brunstatt) y en Pays de Bade (Kleinkems), margen derecha del Rin frente a Kembs) presentan margas en placas del Sannoisian medio[38]; en el lado alemán, hay más Formicidae y termitas, lo que demuestra la proximidad de extensiones áridas a la ubicación de la actual Selva Negra. Estas estepas están atravesadas por wadis bordeados por bosques de ribera. Durante las inundaciones, el agua transporta insectos mezclados con restos vegetales a lagunas salobres sujetas a frecuentes influencias marinas[39].
- La tesis también describe insectos y ambientes del Oligoceno de Céreste (Basses-Alpes, hoy Alpes-de-Haute-Provence) en el Luberon y muchos sitios en Auvernia.

La coexistencia de ciertos insectos demuestra que, ya entre 25 y 35 millones de años antes de la actualidad, existen entre especies relaciones de comensalismo o parasitismo; las hormigas viven en sociedades... En una Nota adicional sobre los insectos fósiles del Oligoceno del yeso de Aix-en-Provence[40], el paleontólogo sigue describiendo nuevas especies, entre ellas un magnífico lepidóptero de la familia Lycaenidae, Aquisextana irenaei, dedicado a su esposa Irene (Figura 5). Este estudio paleontológico aparece como una verdadera ecología del pasado[41]. La originalidad del método fue reconocida hasta Canadá [42].

#### Otras contribuciones paleontológicas
Nicolas Théobald dedicó al período oligóceno otros numerosos trabajos, especialmente sobre los peces de Alsacia[43] y Auvergne[44].
Otras investigaciones tratan de los Stegocéfalos del Permien inférior (o Cisuraliano) de Saint-Wendel en la Sarre[45], los amonitas de Alsacia[46] o de Franche-Comté[47] o las faunas cuaternarias en Alsacia[48],[49], en el Palatinat[50] y en Franche-Comté[51].
La obra básica publicada en 1958 con A. Gama subraya la influencia del medio sobre la evolución de los seres vivos e insiste sobre el equilibrio en los biotopos. Otra obra, que trata de los Fundamentos geológicos de la prehistoria[52], dio lugar a un extenso estudio por Henriette Alimen, (Directora del Laboratorio de Geología Cuaternaria del CNRS), durante la sesión de la Sociedad Prehistórica Francesa del 28 de febrero de 1973[53].

### Ecología, hidrología y vida humana
El paleontólogo es consciente de que la degradación del medio ambiente conduce a la de la vida asociada a él. Frente a los problemas de los grupos humanos, conserva la misma orientación ecológica. En el marco de sus funciones como geólogo asociado al BRGM para la elaboración de mapas geológicos, Nicolas Théobald debía garantizar la búsqueda de agua potable para los municipios de Haute-Saône; Tras señalar los riesgos de contaminación de las aguas subterráneas por los arenales, los talleres de procesamiento de metales, los mataderos, las lecherías y los vertederos, instó a los alcaldes a crear perímetros de seguridad alrededor de las captaciones de agua potable. De esta experiencia surgió la publicación de un libro sobre la geología y la hidrogeología del Alto Saona[54].
Sus intervenciones a veces estuvieron vinculadas a proyectos de gran envergadura, como la creación de un lago artificial en Vaivre (cerca de Vesoul, Haute-Saône), proyecto liderado por el alcalde de Vaivre. En un trabajo reciente, el alcalde de la época, Pierre Bonnet, recuerda la intervención del profesor Théobald de la Universidad de Besançon, "científico de referencia para todos los estudios geológicos"[55], quien en 1970 redactó un informe previo al establecimiento del lago. Este fue construido entre 1976 y 1978; los materiales extraídos durante la excavación se depositaron en terrenos destinados a la ampliación de la planta de PSA en Vesoul. Este lago de Vaivre-et-Montoille, que se extiende sobre 95 hectáreas, es hoy una zona de ocio y un espacio natural de interés ecológico donde se detienen muchas aves migratorias.

### Conservación del patrimonio natural del pueblo de Montenach
Retirado, Nicolas Théobald se tomó el tiempo de escribir una monografía de su pueblo natal y una colección de sus recuerdos de infancia.
Al mismo tiempo, está comprometido con la conservación del patrimonio natural de los cerros que sirvieron de pasto para ovejas y cerdos en todo el pueblo; están ocupados por céspedes secos donde prosperan en particular espectaculares orquídeas (Dactylorhiza maculata, Orchis macula, Orchis militaris). El niño del país convence al municipio de luchar contra la reforestación favorecida por el abandono de prácticas ancestrales de crianza. Después de su muerte (1981), el consejo municipal de Montenach y varios propietarios acordaron, con el departamento de Moselle, convertir los prados secos en una reserva natural voluntaria, la reserva de las siete colinas, dedicada al profesor Nicolas Théobald[56]. Se firmó un acuerdo de gestión entre el municipio y el Conservatoire des Sites Lorrains en 1987. Luego, la reserva natural nacional de Montenach fue clasificada por decreto del 8 de febrero de 1994[57],[58]. Ahora está gestionado por el Conservatorio de espacios naturales de Lorena.
Nicolas Théobald fue uno de los que alertó a la opinión pública sobre la necesidad de tomar medidas para proteger la naturaleza. El paleontólogo no es un científico cerrado a la vida; por el contrario, la búsqueda de rastros de vida en un mundo petrificado le confiere una particular sensibilidad para la protección de sus formas actuales, que la explotación abusiva de los entornos naturales pone en peligro.

## Honores
Nicolas Théobald ha recibido las siguientes condecoraciones[5]:
- 1949: Caballero de la Orden de la Legión de Honor
- 1963: Comandante de las Palmas Académicas
- 1965: Caballero del Mérito Agrícola
- 1974: Oficial de la Orden Nacional del Mérito

## Publicaciones

### Obras de autor
- [Nicolas Théobald 1979] Thèse : Nicolas Théobald, Les insectes fossiles des terrains oligocènes de France, Thèses Université de Nancy, coll. « Bulletin mensuel de la Société des Sciences de Nancy et Mémoires de la Société des Sciences de Nancy », 1937, 473 pp.,17 fig., 7 cartes, 13 tables, 29 planches hors-texte p. (OCLC 786027547).
- Nicolas Théobald, Géologie et Hydrogéologie de la Haute-Sâone, Annales Scientifiques de l'Université de Besançon, 1971, 3e série, Géologie, fasc.14, 76 pp.,15 fig., 10 planches hors-texte, 2 cartes p. (notice BnF no FRBNF35162408, lire en ligne [archive]).
- Nicolas Théobald, Les Fondements Géologiques de la Préhistoire. Essai de chronostratigraphie des formations quaternaires., París, Doin, 1972, 95 pp., 45 figures. p. (notice BnF no FRBNF35277288). Ouvrage utilisé pour la rédaction de l'article
- Nicolas Théobald, Montenach, Monographie d'un village lorrain, Obernai 9 rue de la Victoire, 67210, 1975, 211 pp., 28 fig., 5 pl. p. (présentation en ligne [archive]).
- Nicolas Théobald, À l'heure des cloches de mon village : Scènes d'un village lorrain au début du 20e siècle., Obernai, 1er janvier 1979, 176 pp., 160 fig., 4 pl. p. (ISBN 2-307-43014-8, EAN 9782307430148, présentation en ligne [archive]).

### Artículos de autor
- Nicolas Théobald, « Les alluvions anciennes de la Moselle aux environs de Sierck. », Compte Rendu Sommaire de la Société Géologique de France, 1931, p. 2: 10-12. (ISSN 0037-9417).
- Nicolas Théobald, « Le pays de Sierck, Description géologique comprenant une étude détaillée des terrasses de la Moselle entre Koenigsmacker et Sierck. », Bulletin de la Société d'Histoire de la Moselle, 33e cahier, 4e série,, 1932, p. IX: 1-45, 5 figures, 8 planches. (ISSN 1149-4719).
- Nicolas Théobald, « Observations sur la basse terrasse du Rhin en aval de Bâle. », Bulletin de la Société Industrielle de Mulhouse, IC,, 1933, p. 21-27, 3 fig. (lire en ligne [archive]).
- Nicolas Théobald, « Contribution à la paléontologie du bassin oligocène du Haut-Rhin et du Territoire de Belfort. Les poissons oligocènes. », Bulletin du Service de la Carte géologique d'Alsace et de Lorraine, 1934, (2): 117-162, planches XI-XV. (ISSN 0037-2560, lire en ligne [archive]).
- Nicolas Théobald, « Les formations quaternaires. », L'Enseignement scientifique, 8e année, 1935, (79): 262-271, (80): 303-307, 6 figures, 1 tableau (ISSN 0367-1372).
- Nicolas Théobald, « Les alluvions anciennes de la Moselle et de la Meurthe en amont de Sierck. », Bulletin du Centenaire de la Société d'Histoire Naturelle de la Moselle, Metz, 1935, (3), 34:69-100, 1 figure, 2 tableaux.
- Nicolas Théobald, « Note complémentaire sur les insectes fossiles oligocènes des gypses d'Aix-en-Provence. », Bulletin de la Société des Sciences de Nancy, juin 1937, (6):157-178, 2 planches,7 figures. (ISSN 1155-1119, BM SSN Juin 1937 [archive]). *Nicolas Théobald, « Découverte d'une défense de Mammouth, Elephas primigenius, dans les alluvions de la plaine rhénane de Valff (Bas-Rhin). », Bulletin de la Société des Sciences de Nancy, 1937, (5):142-145 (ISSN 1155-1119, BM SSN Mai 1937 [archive]).
- Nicolas Théobald, « Carte de la base des formations alluviales dans le sud du fossé rhénan. », Mémoires du Service de la Carte Géologique d'Alsace et de Lorraine, 1948, (9):5-77, 9 cartes, 4 coupes, 1 planche. (ISSN 0080-9020, lire en ligne [archive]). Ouvrage utilisé pour la rédaction de l'article
- Nicolas Théobald, « Contribution à l'étude de la basse-terrasse rhénane. », Bulletin de la Société Géologique de France, 1949, (5), 19: 155-160. (ISSN 0037-9409).
- Stégocéphales : Nicolas Théobald, « Contribution à l'étude des Stégocéphales du Permien inférieur de la Sarre. », Annales Universitatis Saraviensis, Sciences, 1958, p. VII, (2): 192-210, 4 planches.
- Elephas : Nicolas Théobald, « Elephas Trogontherii dans les alluvions anciennes du niveau de Griesheim (Bas-Rhin). », Bulletin du Service de la Carte Géologique d'Alsace et de Lorraine, 1958, T. 11, (2):21-24), 1 fig. (ISSN 0037-2560, lire en ligne [archive]).

### Artículos comunes
- L. Piton et Nicolas Théobald, « Poissons, crustacés et insectes fossiles de l'Oligocène du Puy-de-Mur (Auvergne). », Mémoires de la Société des Sciences de Nancy, 1939, p. 11-47, 28 fig., 2 pl. (ISSN 0369-2183).
- Nicolas Théobald et M. T. Cheviet, « Les Ammonites du Toarcien supérieur du Jura franc-comtois. », Annales Scientifiques de l'Université de Besançon,(2), Géologie, 1959, (9): 43-77, 17 figures, 3 planches (ISSN 0523-056X).
- Nicolas Théobald et F. Firtion, « Découvertes paléontologiques dans la plaine du Rhin à Wörth en Palatinat. », Annales Universitatis Sarraviensis, 1953, p. II, (3):177-185, 3 planches.
- Nicolas Théobald et H. Moine, « Les ammonites du Toarcien supérieur et de l'Aalénien du sentier de l'Ehn près d'Obernai (Bas-Rhin). », Bulletin du Service de la Carte Géologique d'Alsace et de Lorraine, 1959, t 12,fasc. 1, 1-36, 6 planches (ISSN 0037-2560, lire en ligne [archive]).
- Nicolas Théobald et C. Szymanek, « Le crâne du Rhinocéros à narines cloisonnées des grottes de Rigney (Doubs). », Annales Scientifiques de l'Université de Besançon (2) Géologie, 1963, fascicule 17:97-113 (ISSN 0523-056X).

### Obras comunes
- Nicolas Théobald et Adrien Gama, Géologie générale et Pétrographie, París, Doin, Deren et Cie, 1956, 304, 157 fig., 12 planches. p. (notice BnF no FRBNF33191118).
- Nicolas Théobald et Adrien Gama, Géologie générale et Pétrologie, Éléments de géodynamique, París, Doin, Deren et Cie, 1969, 586 p., 234 fig., 16 planches.
- Nicolas Théobald et Adrien Gama, Paléontologie : éléments de paléobiologie ([2e éd. revue et mise à jour]), París, Doin, Deren et Cie, 1969, 584 p. (OCLC 489626848, SUDOC 002208865, lire en ligne [archive]).
- Nicolas Théobald et Adrien Gama, Stratigraphie: éléments de géologie historique, Doin, Deren et Cie, 1969 (ISBN 978-2-7040-0134-7, présentation en ligne [archive]).

### Obras

#### Por año creciente
1. [Henri Baulig 1935] Henri Baulig, « Quelques problèmes de morphologie vosgienne », dans L'Alsace géologique, géographique et géophysique, Bibliothèque Jean Macé, 1935, I:13-22. p. (notice BnF no FRBNF3125). Ouvrage utilisé pour la rédaction de l'article
2. [Léon Moret 1940] Léon Moret, Manuel de Paléontologie animale, Masson et Cie, París, 1940, 675 p. (lire en ligne [archive]).
3. [Charles Pomerol 1973] Charles Pomerol, Stratigraphie et Paléogéographie, Ère cénozoïque, Doin, París, 1973, 269 p.
4. [Cadiot, Mayer-Rosa et Vogt 1979] B. Cadiot, D. Mayer-Rosa et J. Vogt, « Le séisme bâlois de 1356 », dans Les tremblements de terre en France, sous la direction de Jean Vogt. Orléans, Mémoire du Bureau de Recherches Géologiques et Minières, décembre 1979, 224 p. (lire en ligne [archive]), chap. 96.
5. [Camille Maire 2000] Camille Maire, La promotion 1920-1923: Première promotion française de l'École Normale de Montigny, Société d'histoire et d'archéologie de la Lorraine, coll. « les Cahiers Lorrains, N°4, 2000 », 2000, 515-522 p. (lire en ligne [archive] [PDF]).
6. [Allègre et Dars 2011] Claude Allègre et René Dars, La géologie - Passé, présent et avenir de la Terre, Belin pour la science, 2011, 304 p. (ISBN 978-2-8424-5102-8).
7. [Pierre Bonnet 2019] Pierre Bonnet, Le Lac. J'en ai rêvé, Imprimerie Repro-System, Vesoul, 2019, 158 p.

### Obras en alemán
- [Wilhelm Deecke 1917] (de) Johannes Ernst Wilhelm Deecke, Geologie von Baden, T. 2 Tektonik, Berlin, Gebr. Borntraeger, 1917.

### Obras en inglés
- [Mayer-Rosa et Cadiot 1979] (en) D. Mayer-Rosa et B. Cadiot, A review of the 1356 Basel earthquake: basic data, Tectonophysics, vol. 53 issues 3-4, 20 mars 1979, 325-333 p. (DOI 10.1016/0040-1951(79)90077-5)

### Artículos

#### Por año creciente
1. [Roger Clément 1927] Roger Clément, « Un compte d'un briquetier gallo-romain du pays de la Moselle. », Revue des Études anciennes, 1927, (29), 2:205-207, 1 fig. (ISSN 0035-2004, lire en ligne [archive])
2. [Abel Briquet 1928] Abel Briquet, « La terrasse à berge haute du Rhin moyen. », Bulletin du Service de la Carte Géologique d'Alsace et de Lorraine, 1928, T. 1 (3): 263-268, 2 fig., pl. X (ISSN 0037-2560, lire en ligne [archive]).
3. [Abel Briquet 1930] Abel Briquet, « Le Quaternaire de l'Alsace. », Bulletin de la Société Géologique de France,, vol. (4), 1930, p. XXX: 977-1014 (ISSN 0037-9409).
4. [G. A. 1938] G. A., « Fête de la Jeunesse. », Le Tarn Républicain, 2 juillet 1938.
5. [Supplément du Messager 1939] Supplément du Messager, « Distribution des prix aux élèves de l'École Primaire Supérieure. », Messager des Vosges, 19 juillet 1939.
6. [Sylvestre Urbain 1939] Sylvestre Urbain, « Notes sur la Vie en Lorraine. Sur les insectes fossiles de l'Oligocène », L'Est républicain, 5 avril 1939 (lire en ligne [archive]).
7. [Louis-Edmond Hamelin 1964] Louis-Edmond Hamelin, « Géomorphologie : géographie globale – géographie totale – associations internationales », Cahiers de géographie du Québec, vol. 8, no 16, 1964, p. 199–218 (ISSN 0007-9766 et 1708-8968, DOI 10.7202/020499ar, lire en ligne [archive], consulté le 9 mars 2022)
8. [Henriette Alimen 1973] Henriette Alimen, « Compte-rendu de : N. Théobald, Fondements géologiques de la Préhistoire. », Bulletin de la Société préhistorique française, Comptes-rendus des séances mensuelles, 1973, vol 70 (2):42 (ISSN 0249-7638, lire en ligne [archive]).
9. [Blaison et al. 1973] J. Blaison, M. Campy, D. Contini et Y. Rangheard, « Jubilé scientifique de Nicolas Théobald. », Annales Scientifiques de l'Université de Besançon, 3e série, Géologie, fasc.18, 1973, p. 7-8 (ISSN 0523-056X).
10. [Darmois-Théobald et Rangheard 1973] Mireille Darmois-Théobald, « Paléontologie et écologie dans l’œuvre de N. Théobald. in « Recueil de travaux dédiés au Professeur N. Théobald» », Annales Scientifiques de l’Université de Besançon, 3e série, Géologie, fasc. 18, 1973, p. 19-22, 1 fig. (ISSN 0523-056X).
11. [R. Feuga 1975] R. Feuga, « Analyse d'ouvrage : Montenach. Monographie d'un village lorrain », Société d'Histoire Naturelle de la Moselle, 41e Bulletin, 1975, p. 233-236
12. [Gérard Oestreicher 1980] Gérard Oestreicher, « Quand une tuile décide de la carrière d'un géologue », Le Républicain Lorrain-magazine, 6 juin 1980, p. 33,1 photo. Ouvrage utilisé pour la rédaction de l'article
13. [Campy et Contini 1981] Michel Campy et Daniel Contini, « La Néotectonique en Franche-Comté (France) Vosges mériodionales - Jura septentrional », Bulletin de l'association française pour l'étude du quaternaire, 1981 (lire en ligne [archive]). Ouvrage utilisé pour la rédaction de l'article
14. [Sylvain Post 1981] Sylvain Post, « Avec la disparition de Nicolas Théobald La science perd un poète », Le Républicain Lorrain, 16 mai 1981, p. 3, 1 photo.
15. [Yves Rangheard 1982] Yves Rangheard, « Vie et œuvre de Nicolas Théobald (1903-1981) », Annales Scientifiques de l'Université de Besançon, 4e série, no 4, 1982, p. 3-11, 1 fig.
16. [J. Fons 1985] J. Fons, « Une fourmi de l'Oligocène de Provence : Iridomyrmex bréviantennisThéobald », Minéraux & Fossiles, juillet 1985, n°181 30-31, 4 fig. Ouvrage utilisé pour la rédaction de l'article
17. [G.H. Parent 1985] G.H. Parent, « L'intérêt scientifique des sites du Stromberg à Contz-les-Bains, du Hammelsberg à Apach et des pelouses de Montenach (départ. de la Moselle, France; Grand-Duché de Luxembourg; Sarre, Allemagne occidentale) », Linneana Bélgica, Revue Belge d'entomologie, décembre 1985, p. 146-163, 8 fig. Ouvrage utilisé pour la rédaction de l'article.
18. [Sylvain Post 1986] Sylvain Post, «Inauguration. Orchidées sous la pluie à Montenach : le soleil était dans les cœurs », Le Républicain Lorrain, 8 juin 1986, p. 1, 1 fig., 1 photo.
19. [Darmois-Théobald et Rangheard 1987] Mireille Darmois-Théobald et Yves Rangheard, « Une page de l'histoire de la néotectonique : les premiers travaux de Nicolas Théobald sur les terrasses rhénanes », Annales Scientifiques de l’Université de Besançon, 4e série, Géologie, fasc. 8, 1987, p. 55-65, 6 fig. (OCLC 490154370)..
20. [Gérard Oestreicher 1990] Gérard Oestreicher, «Résistance: Surcouf, Jean-Marie et les autres », Le Républicain Lorrain, avril 1990
21. [Jean-Gérard Théobald 2001] Jean-Gérard Théobald, «Souvenirs de la guerre 39-45. », Revue lorraine populaire, 2001, p. 159.
22. [Claudia Gatta 2018] Claudia Gatta, «Tituli ante cocturam sur deux tegulae de Montenach (Moselle) et Thorame-Haute (Alpes-de-Haute-Provence) : nouvelle édition et apports à la question de l’organisation du travail dans les tuileries gallo-romaines », Gallia, 75002 París, UMR 8210, Anthropologie et histoire des mondes antiques (ANHIMA). Université París-I Panthéon-Sorbonne, 2 rue Vivienne, 2018 (DOI 10.4000/gallia.3848, lire en ligne [archive] [PDF])

#### Artículos en alemán
- [Gutzwiller 1894] (de) Andreas Gutzwiller, «Diluvialbildungen der Umgebung von Basel. », Verh. der Naturf. Ges. in Basel, 1894, Band X: 512-688, 2pl.
- [Gutzwiller 1912] (de) Andreas Gutzwiller, «Die Gliederung der diluvialen Schotter in der Umgebung von Basel.», Verh. der Naturf. Ges. in Basel, 1912, Band XXIII: 57-75.

#### Artículos en inglés
- [A. L. (A. Leopold?) 1937] (en) A. L. (A. Leopold?), « Review: Les Insectes Fossiles des Terrains Oligocènes de France by Nicolas Théobald. », The Canadian Field-Naturalist, décembre 1937, p. 137 (ISSN 0008-3550).
- [Ole E. Heie 1970] (en) Ole E. Heie, « Notes on Six Little Known Tertiary Aphids (Hem. Aphidoidea) », Ent. scand.I, 1970, p. 109-119, 9 fig

### Artículos relacionados

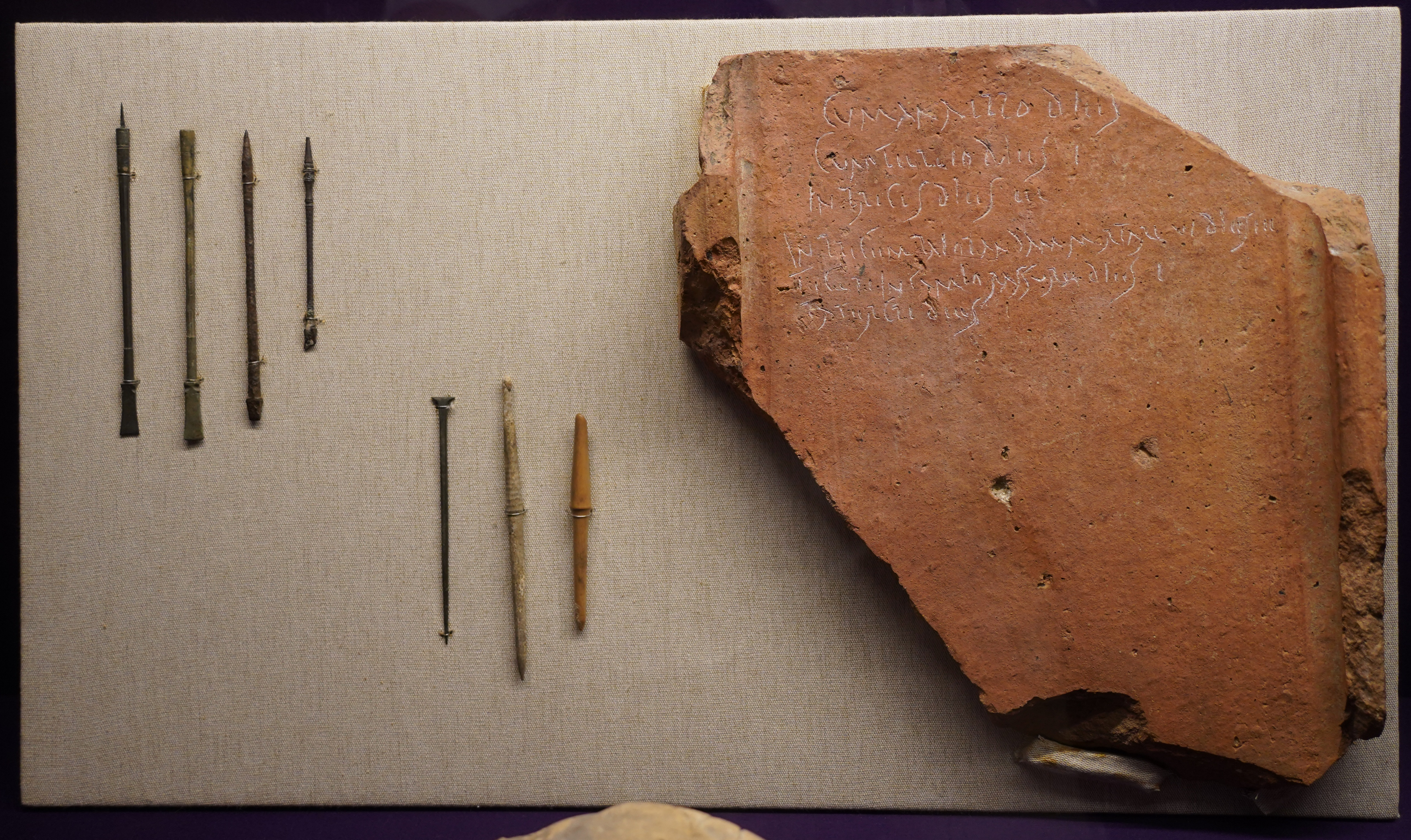
Tegula o azulejo romano encontrado por Albert Théobald, su hermano, en Montenach, en la primavera de 1922 en un lugar llamado Leinstroff, hoy en el Museo de la Corte de Oro en Metz.

- La familia Mieg, cuya colección de insectos revisó, depositada en el Museo de Historia Natural de Basilea [rs 1] y a la que dedicó varios taxones como Ceutorhynchus miegi, Selatosomus meigi y Tipula miegi.
- Éliane Basse de Ménorval con quien publicó, en 1974, un mapa geológico del Cuaternario y las formaciones superficiales de Francenote [note 4]
- El Museo de la Corte de Oro, Metz, donde se expone el azulejo romano hallado en Montenach [rs 6].
- El Terremoto de Basilea de 1356 al sur de la Fosa Renana que va al norte de Fráncfort del Meno.
- Louis Émile Piton, médico y paleontólogo, antes de la Segunda Guerra Mundial, coautor sobre el Macizo Central, el lago Chambon, Puy de Mur (sobre Dallet o Mur-sur-Allier) y Menat, pero cuyo trágico destino interrumpió la colaboración y la amistad [23] ,[24], [rs 48], [rs 49].